# San Pietro in Amantea
San Pietro in Amantea är en ort och kommun i provinsen Cosenza i regionen Kalabrien i Italien. Kommunen hade 498 invånare (2018).